# Ebenus
Ebenus là một chi thực vật có hoa thuộc họ Fabaceae. Nó thuộc phân họ Faboideae.

## Hình ảnh

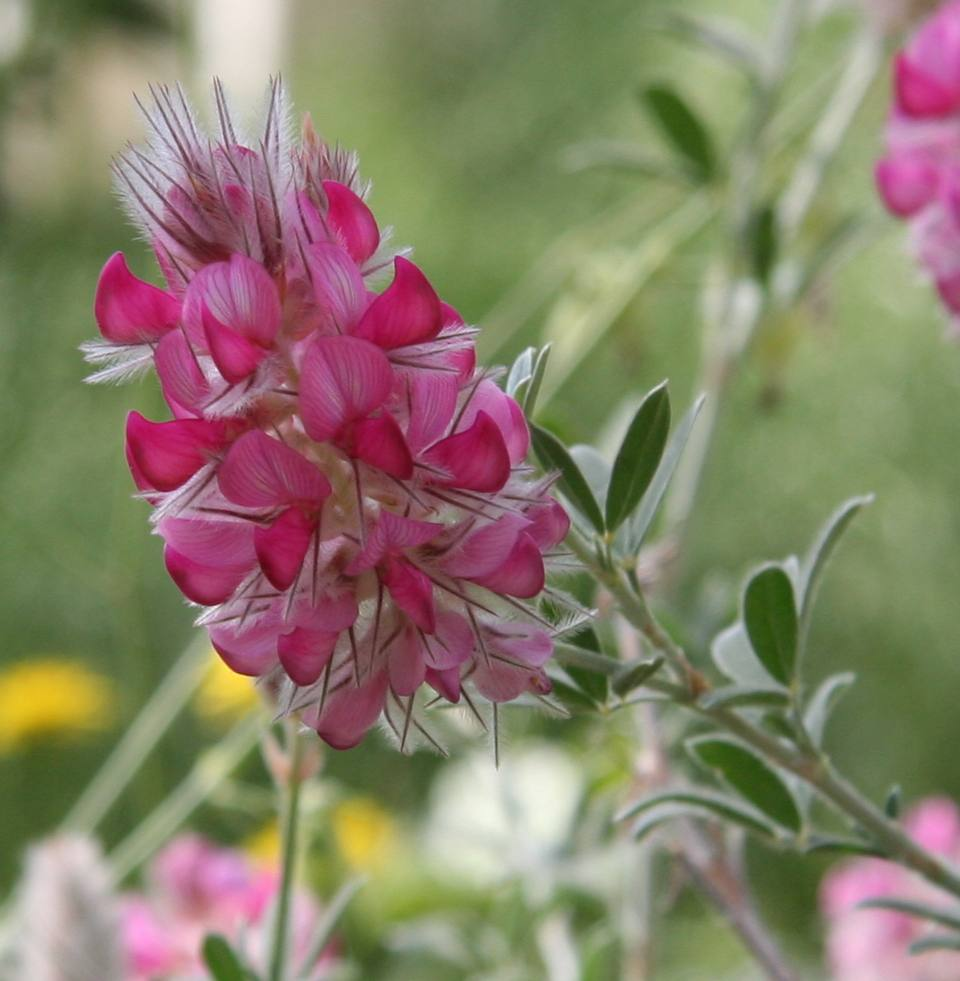

## Species
- Ebenus abyssinica
- Ebenus acapulcensis
- Ebenus acuminata
- Ebenus albens
- Ebenus andamanica
- Ebenus andersonii
- Ebenus argentea
- Ebenus armitagei
- Ebenus barbigera
- Ebenus beccarii
- Ebenus boisseri
- Ebenus boissieri
- Ebenus bourgaei
- Ebenus bourgeaui
- Ebenus brexifolia
- Ebenus candidus
- Ebenus capensis
- Ebenus cappadocica
- Ebenus caribaea
- Ebenus cauliflora
- Ebenus cilicica
- Ebenus compacta
- Ebenus confertiflora
- Ebenus cordata
- Ebenus cretica
- Ebenus creticus
- Ebenus depressa
- Ebenus diffusa
- Ebenus elliptica
- Ebenus erinacea
- Ebenus fasciculosa
- Ebenus ferruginea
- Ebenus foliosa
- Ebenus geminata
- Ebenus grisebachii
- Ebenus haussknechtii
- Ebenus hemicyclodes
- Ebenus hermaphrodica
- Ebenus hilairei
- Ebenus hillebrandi
- Ebenus hirsuta
- Ebenus hirta
- Ebenus humilis
- Ebenus inconstans
- Ebenus intricata
- Ebenus javanica
- Ebenus lagopus
- Ebenus laguroides
- Ebenus lamponga
- Ebenus lancea
- Ebenus lanceolata
- Ebenus laurina
- Ebenus leucomelas
- Ebenus longipes
- Ebenus macrophylla
- Ebenus maingayi
- Ebenus major
- Ebenus mannii
- Ebenus melanida
- Ebenus mellinoni
- Ebenus merguensis
- Ebenus micrantha
- Ebenus molucca
- Ebenus montbretii
- Ebenus motleyi
- Ebenus mualata
- Ebenus myristicodes
- Ebenus myristicoides
- Ebenus myrmecocalyx
- Ebenus myrmecocarpa
- Ebenus natalensis
- Ebenus nigrescens
- Ebenus oblongifolia
- Ebenus obovata
- Ebenus ovalifolia
- Ebenus pavonii
- Ebenus pinnata
- Ebenus pinnatus
- Ebenus pisidica
- Ebenus plumosa
- Ebenus pogonotropis
- Ebenus punctata
- Ebenus quiloensis
- Ebenus reesei
- Ebenus reesi
- Ebenus reticulata
- Ebenus rufa
- Ebenus ruminata
- Ebenus salicifolia
- Ebenus sandwicensis
- Ebenus sericea
- Ebenus seychellarum
- Ebenus sibthorpii
- Ebenus stellata
- Ebenus stellatus
- Ebenus stipulacea
- Ebenus sumatrana
- Ebenus tesselaria
- Ebenus teysmannii
- Ebenus vieillardii